# Potentilla khanminczunii
Potentilla khanminczunii är en rosväxtart som beskrevs av Keczaykin och Shmakov. Potentilla khanminczunii ingår i Fingerörtssläktet som ingår i familjen rosväxter. Inga underarter finns listade i Catalogue of Life.